# Fritz Giese
Frederic Karl Edouard (Fritz/Frits) Giese (Den Haag, 2 januari 1859 – Boston, 5 augustus 1896) was een Amerikaans cellist van Nederlandse komaf.
Hij was zoon van cellist Joseph Giese en Coletta Charlotte Puyn. Frits Giese was getrouwd met de sopraan Cora Miller.
Fritz Giese kreeg zijn eerste opleiding van zijn vader. Hij begon al op vierjarige leeftijd. Aangezien een cello destijds nog te groot voor hem was, werd voor de jongen een altviool zo omgebouwd, zodat die tot cello kon dienen. Vader Giese was langdurig verbonden aan het Conservatorium van Den Haag, de jonge Giese kreeg daar ook lessen. Frits Giese mocht via een beurs van koning Willem III der Nederlanden in Dresden gaan studeren bij Friedrich Grützmacher en ook in Parijs bij Léon Jacquard. Na het afronden van zijn studies trok hij Scandinavië in en speelde er enige tijd in Göteborg. Vervolgens trad hij toe tot de Hofkapel in Den Haag en werd er solocellist van de koning. Tevens trad hij toe tot het Parkorkest in Amsterdam. Na enige tijd vertrok Fritz Giese naar de Verenigde Staten om er te spelen in New York en Boston. Hij ging er onder meer spelen voor de Mendelssohn Quintette Club, met welk gezelschap hij een tournee hield rond de Grote Oceaan. Hij kwam nog even terug naar Europa met zangeres Christine Nilsson, maar trok weer naar de Verenigde Staten. Hij vestigde zich in Boston, waar hij van 1884 tot 1889 ook in het Boston Symphony Orchestra speelde. Er was daarbij een rivaliteit tussen hem en Victor Herbert. Giese gaf er tevens privélessen en was de cellostem in het Kneisel Quartet van Franz Kneisel.
Johan Snoer, eerst cellist en daarna harpist was een vroege leerling van hem. Componist Ernst Jonas droeg zijn nocturne uit Nocturne en humoresque aan hem op (1885).
Een alcoholverslaving maakte een vroegtijdig eind aan zijn leven. 